# UK-DMC 2
UK-DMC 2 est un satellite britannique d'observation de la Terre, exploité par DMC International Imaging. Il a été construit par Surrey Satellite Technology, sur la base de la plateforme satellite SSTL-100,. Il fait partie de la contribution du Royaume-Uni à la Disaster Monitoring Constellation, coordonnée par DMC International Imaging. Il succède au satellite UK-DMC.

## Mission
UK-DMC 2 a été lancé sur une orbite héliosynchrone en orbite terrestre basse. Le lancement a été effectué par ISC Kosmotras à l'aide d'une fusée Dnepr, avec DubaiSat-1 comme charge utile principale. UK-DMC 2, aux côtés de Deimos-1, Nanosat 1B, AprizeSat-3 et AprizeSat-4, constituait la charge utile secondaire. Le lancement a eu lieu à 18 h 46 UTC le 29 juillet 2009, depuis le site 109/95 du cosmodrome de Baïkonour, au Kazakhstan.
Le satellite a une masse de 120 kg et une durée de vie prévue de cinq ans. Il embarque un imageur multispectral avec une résolution de 22 mètres et une fauchée de 660 km, opérant dans les spectres du vert, du rouge et du proche infrarouge.
Le satellite est également connu sous le nom de Blue Peter 1, sa construction et son lancement ayant été suivis par une émission de télévision pour enfants.